# Валла, Лоренцо
Лоренцо Валла (итал. Lorenzo Valla, лат. Laurentius Vallensis; 1407, Рим или Пьяченца — 1457, Рим, Папская область) — итальянский гуманист, родоначальник историко-филологической критики, представитель исторической школы эрудитов. Обосновывал и защищал идеи в духе эпикуреизма. Считал естественным всё то, что служит самосохранению, удовольствию, счастью человека.

## Жизнь
По отцовской и материнской линии Валла происходил из семьи куриалов, ученой чиновничьей верхушки папской курии. Отец Лоренцо, Лука, был консисторальным адвокатом. После его смерти в 1420 году Валла остался на попечении матери Катарины и дяди Мельхиора Скривани. Детство и раннюю молодость он провёл при курии Мартина V, где тогда группировался кружок гуманистов; там он блестяще овладел классической (не средневековой) латынью; он изучал также греческий язык.
Огромное влияние на Валлу оказал Квинтилиан, трактат которого «О воспитании оратора» был обнаружен Поджо Браччолини в 1416 году; Валла знал Квинтилиана чуть ли не наизусть и в своём первом сочинении «О сравнении Цицерона с Квинтилианом» (не сохранившемся) не побоялся поставить его выше «бога гуманистов» — Цицерона. Не получив места в курии (этому всячески мешал Поджо Браччолини), Валла переехал в Павию, где преподавал риторику с 1429 года в частной школе, а с 1431 года в университете; однако он не поладил со своими коллегами, средневековую учёность и «кухонную латынь» которых резко критиковал. После того как Валла написал резкий памфлет на юристов («О девизах и геральдических знаках»), а профессора-юристы в свою очередь организовали покушение на его жизнь, он был вынужден оставить Павию.
С 1435 года Валла — секретарь неаполитанского короля Альфонса Арагонского; так как Альфонс враждовал с папской курией, то Валла, пользуясь его покровительством, писал смелые антиклерикальные речи, включая знаменитый трактат «О подложности Константинова дара». В 1444 году Валла попал под суд инквизиции, но был спасён благодаря заступничеству короля. В 1448 году вернулся в Рим, получил от Николая V должность апостолического секретаря и каноника Латеранской базилики; кроме того он преподавал риторику в Римском университете.
Лоренцо Валла не был женат, но в Риме в этот период у него была подруга, которая родила ему троих детей. Отказ от брака объясняется, по-видимому, стремлением гуманиста принять посвящение.
Лоренцо Валла умер в 1457 году и был похоронен в Риме, в Латеранской базилике.

## Сочинения
Лоренцо Валла стоял в центре гуманистического движения своего времени. Его сочинение в 6 книгах «О красотах латинского языка» — обширный толковый словарь, с наставлениями в правильном употреблении грамматических категорий и многочисленными примерами изящного стиля, выдающими колоссальную «античную» эрудицию автора. Сочинение Валлы характерно также яркими отступлениями философско-эстетического свойства, как в знаменитой тридцать четвёртой главе Шестой книги («Против Боэция. О персоне»), включённой позднее Тридентским собором в Индекс запрещённых книг. Труд «О красотах» стал одним из самых читаемых произведений эпохи Возрождения. Он неоднократно переиздавался ещё при жизни Валлы и около 100 лет после его кончины (более 30 переизданий появилось в XV веке).

Лоренцо Валла

Валла комментировал латинских писателей Ливия, Саллюстия, Квинтилиана; перевёл Геродота, Фукидида, а также часть «Илиады» и некоторые басни Эзопа; писал философские трактаты и исторические произведения. Характерные черты учёно-литературной деятельности Валлы — резкий критицизм по отношению к церковным и гуманистическим авторитетам и ожесточенная борьба против аскетизма. В частности, Валла опровергал церковное учение о происхождении апостольского символа и издал трактат «О свободе воли». В нём он, выступая против Боэция, обосновывал, что, несмотря на последствия первородного греха, человек сохранил способность самостоятельного выбора между добром и злом.
Против средневековых юристов он написал резкую инвективу: «Послание к Бартоли о девизах и геральдических знаках», и в то же время, как указывалось, подверг резкой критике Цицерона и поставил выше его Квинтилиана; в трактате «О диалектике» внес поправки к Аристотелю, направленные против схоластической традиции; в «Рассуждении против Ливия, что два Тарквиния, Луций и Аррунс, были внуками, а не сыновьями Тарквиния Древнего» выступил против мнения Ливия, основываясь на резонных хронологических соображениях. Этот критицизм вызвал со всех сторон резкие нападки на Валлу: он едва спасся от инквизиции за мнение об апостольском символе и должен был вести ожесточенную полемику с Поджо Браччолини, Фацио и другими гуманистами.
В философии и жизни Валла был сторонником умеренного эпикурейского наслаждения. Против аскетизма он выступил в двух трактатах: «Об истинном и ложном благе» (1432), где он, изобразив беседу христианина, стоика и эпикурейца, нападал на стоицизм и пытался примирить с христианством эпикуреизм, и «О монашеском обете», где резко восстал против монашеского института.
Вместе с тем, Валла не был враждебен христианству и интересовался церковно-богословскими вопросами, особенно в последний, римский, период своей деятельности: он составил филологические поправки к принятому переводу Нового Завета, написал «Беседу о таинстве пресуществления» и (утраченное ныне) сочинение об исхождении св. Духа. Философии, к которой как к последнему спасительному средству обратился в смертный час Боэций, Валла противопоставил авторитет веры:

Послушайте, насколько лучше и насколько короче я отвечаю, опираясь на авторитет веры, чем на философию Боэция, поскольку её осуждает Павел, и Иероним вместе с некоторыми другими называет философов ересиархами. Итак, долой, долой философию, и пусть она уносит ноги, словно из священного храма актриса — жалкая блудница (scaenica meretricula), и словно сладостная сирена, пусть прекращает петь и насвистывать вплоть до рокового конца, и сама, зараженная мерзкими болезнями и покрытая многочисленными ранами, пусть оставит она больных другому врачу для лечения и исцеления.— Об истинном и ложном благе. Кн. III, гл. 11. Перевод Н. В. Ревякиной
Основное философское сочинение Валлы — «Пересмотр диалектики и философии» в трёх книгах (ок.1440; первое издание — 1540) — направлено против Аристотеля и всех его последователей, логику которых Валла с позиций не столько философского, сколько обыденного сознания критиковал как умозрительную и бесполезную науку. Десять традиционных категорий (предикатов) Аристотеля Валла предложил свести только к трём — сущности (substantia), качеству (qualitas) и действию (actio), остальные семь считая «лишними». Он отвергал схоластические термины ens, entitas, hecceitas и quidditas, критикуя их как непригодные (избыточные и громоздкие) с позиций классической латинской грамматики, предлагая везде, где возможно, использовать res. Тот же общий метод — «приземлить» философский аппарат, согласовать его максимально с миром обыденных, эмпирически воспринимаемых вещей — отражается и в его стремлении упразднить онтологическую трактовку абстрактных понятий (белизна, честь, отцовство), которые, как он полагал, указывают на ту же категорию (или их совокупность), что и конкретные понятия, от которых образованы (белый, честный, отцовский). С тех же позиций «здравого смысла» Валла критиковал аристотелевские натурфилософию и учение о душе.
По заказу Альфонса Арагонского Валла написал также историю его отца «О деяниях Фердинанда, короля Арагона» (1446).

## Валла — родоначальник исторической критики
В 1440 году Валла, пользуясь покровительством короля Альфонса — врага папы — написал знаменитое «Рассуждение о подложности Константинова дара». Это эпохальное сочинение, в котором Валла с помощью научных аргументов филологического, нумизматического, исторического и т. д. характера разоблачил средневековую подделку, заложило основы исторической и филологической критики, то есть в конечном счёте современной гуманитарной науки и её методов. Кроме того, Валла обосновал, что приписываемая Цицерону так называемая «Риторика к Гереннию» на самом деле ему не принадлежит (этот вывод принимается и современной филологией); опроверг он и принадлежность так называемых «Ареопагитик» Дионисию Ареопагиту из «Деяний апостолов».